# 9084 Achristou
9084 Achristou (1995 CS1) là một tiểu hành tinh vành đai chính bên trong được phát hiện ngày 3 tháng 2 năm 1995 bởi D. J. Asher ở Siding Spring.